# Hiệp hội Khách sạn Việt Nam
Hiệp hội Khách sạn Việt Nam là tổ chức xã hội nghề nghiệp phi chính phủ phi lợi nhuận của những người và doanh nghiệp hoạt động trong lĩnh vực khách sạn và các dịch vụ liên quan tại Việt Nam.
Hiệp hội có tên giao dịch tiếng Anh là Vietnam Hotel Association, viết tắt là VHA.
Hiệp hội thành lập ngày 10/01/2010 tại Đại hội thành lập Hiệp hội Khách sạn Việt Nam, do Hiệp hội Du lịch Việt Nam tổ chức.
Điều lệ hiện hành của Hiệp hội được phê duyệt theo Quyết định số 24 A/QĐ-HHDLVN ngày 23 tháng 4 năm 2014 của Chủ tịch Hiệp hội Du lịch Việt Nam..
Văn phòng Hiệp hội đặt tại P205, Nhà A, 671 Hoàng Hoa Thám, quận Ba Đình, Hà Nội.

## Mục tiêu
Mục tiêu của Hiệp hội là liên kết, hợp tác, hỗ trợ nhau về kinh tế - kỹ thuật, về kinh doanh dịch vụ, tạo bình ổn thị trường, nâng cao giá trị chất lượng, sản phẩm du lịch, khả năng cạnh tranh trong và ngoài nước của hội viên; đại diện và bảo vệ quyền, lợi ích hợp pháp của Hội viên.